# Rhabdias fuelleborni
Rhabdias fuelleborni é uma espécie de nematódeo parasita que pode ser encontrada na América do Sul. Pode parasitar diversas espécies de anfíbios, tendo preferência pelas Rhinella schneideri, Rhinella icterica e Rhinella marina, se alojando principalmente nos pulmões dos hospedeiros. Mede entre 6,2 e sete milímetros e possui corpo alongado, com a parte mediana mais larga que as extremidades, sendo a anterior arredondada e a posterior pontuda.